# IC 3487
IC 3487 је елиптична галаксија у сазвјежђу Дјевица која се налази на листи објеката дубоког неба у Индекс каталогу.
Деклинација објекта је + 9° 23' 49" а ректасцензија 12h 33m 13,4s. Привидна величина (магнитуда) објекта IC 3487 износи 14,3 а фотографска магнитуда 15,3. IC 3487 је још познат и под ознакама MCG 2-32-133, CGCG 70-161, VCC 1488, PGC 41680.